# Torneo Kurowashiki 2013 (maschile)
Il Torneo Kurowashiki 2013 si è svolto dal 1° al 6 maggio 2013: al torneo hanno partecipato sedici squadre di club, universitarie e scolastiche giapponesi e la vittoria finale è andata per la sesta volta ai Suntory Sunbirds.

## Regolamento
La competizione prevede che vi prendano parte 16 squadre. Sono previsti due fasi: nella prima si svolge un turno preliminare a gironi, mentre nella seconda si svolgono quarti di finale, semifinali e finale.

## Partecipanti
| - FC Tokyo - JTEKT Stings - JT Thunders - Keio University | - Ohtsuka HS - Oita Weisse Adler - Panasonic Panthers - Sakai Blazers | - Seijo High School - Suntory Sunbirds - Tokyo Fort Fighters - Toray Arrows | - Toyoda Trefuerza - Tsukuba SunGAIA - Tsukuba Daigaku - Waseda University |

## Competizione

### Prima fase

#### Gruppo A
| Squadre             | Suntory Sunbirds | Oita Weisse Adler | Tokyo Fort Fighters | Keio University | G | V | P |
| ------------------- | ---------------- | ----------------- | ------------------- | --------------- | - | - | - |
| Suntory Sunbirds    |                  | 3 - 0             | 3 - 0               | 3 - 1           | 3 | 3 | 0 |
| Oita Weisse Adler   | 0 - 3            |                   | 3 - 1               | 3 - 1           | 3 | 2 | 1 |
| Tokyo Fort Fighters | 0 - 3            | 1 - 3             |                     | 0 - 3           | 3 | 0 | 3 |
| Keio University     | 1 - 3            | 1 - 3             | 3 - 0               |                 | 3 | 1 | 2 |

#### Gruppo B
| Squadre            | Panasonic Panthers | FC Tokyo | JTEKT Stings | Seijo High School | G | V | P |
| ------------------ | ------------------ | -------- | ------------ | ----------------- | - | - | - |
| Panasonic Panthers |                    | 3 - 0    | 3 - 2        | 3 - 1             | 3 | 3 | 0 |
| FC Tokyo           | 0 - 3              |          | 3 - 1        | 3 - 0             | 3 | 2 | 1 |
| JTEKT Stings       | 2 - 3              | 1 - 3    |              | 3 - 0             | 3 | 1 | 2 |
| Seijo High School  | 1 - 3              | 0 - 3    | 0 - 3        |                   | 3 | 0 | 3 |

#### Gruppo C
| Squadre         | Sakai Blazers | JT Thunders | Tsukuba Daigaku | Ohtsuka HS | G | V | P |
| --------------- | ------------- | ----------- | --------------- | ---------- | - | - | - |
| Sakai Blazers   |               | 3 - 1       | 3 - 0           | 3 - 0      | 3 | 3 | 0 |
| JT Thunders     | 1 - 3         |             | 3 - 2           | 3 - 0      | 3 | 2 | 1 |
| Tsukuba Daigaku | 0 - 3         | 2 - 3       |                 | 2 - 3      | 3 | 0 | 3 |
| Ohtsuka HS      | 0 - 3         | 0 - 3       | 3 - 2           |            | 3 | 1 | 2 |

#### Gruppo D
| Squadre           | Toray Arrows | Toyoda Trefuerza | Tsukuba SunGAIA | Waseda University | G | V | P |
| ----------------- | ------------ | ---------------- | --------------- | ----------------- | - | - | - |
| Toray Arrows      |              | -                | 3 - 0           | 3 - 0             | 2 | 2 | 0 |
| Toyoda Trefuerza  | -            |                  | -               | -                 | 0 | 0 | 0 |
| Tsukuba SunGAIA   | 0 - 3        | -                |                 | 3 - 1             | 2 | 1 | 1 |
| Waseda University | 0 - 3        | -                | 1 - 3           |                   | 2 | 0 | 2 |

#### Squadre qualificate
- Suntory Sunbirds
- Oita Weisse Adler
- Panasonic Panthers
- FC Tokyo
- Sakai Blazers
- JT Thunders
- Toray Arrows
- Toyoda Trefuerza[1]

### Seconda fase
|  | Quarti di finale   | Quarti di finale   | Quarti di finale   |                    |                    | Semifinali         | Semifinali | Semifinali |  |  | Finale | Finale | Finale |  |
|  |                    |                    |                    |                    |                    |                    |            |            |  |  |        |        |        |  |
|  | Suntory Sunbirds   | Suntory Sunbirds   | 3                  |                    |                    |                    |            |            |  |  |        |        |        |  |
|  | Suntory Sunbirds   | Suntory Sunbirds   | 3                  |                    |                    |                    |            |            |  |  |        |        |        |  |
|  | FC Tokyo           | FC Tokyo           | 0                  |                    |                    |                    |            |            |  |  |        |        |        |  |
|  | FC Tokyo           | FC Tokyo           | 0                  |                    | Suntory Sunbirds   | Suntory Sunbirds   | 3          |            |  |  |        |        |        |  |
|  |                    |                    |                    |                    | Suntory Sunbirds   | Suntory Sunbirds   | 3          |            |  |  |        |        |        |  |
|  |                    |                    | Toray Arrows       | Toray Arrows       | 1                  |                    |            |            |  |  |        |        |        |  |
|  | JT Thunders        | JT Thunders        | Toray Arrows       | Toray Arrows       | 1                  | 0                  |            |            |  |  |        |        |        |  |
|  | JT Thunders        | JT Thunders        |                    |                    |                    |                    |            |            |  |  |        |        |        |  |
|  | Toray Arrows       | Toray Arrows       | 3                  |                    |                    |                    |            |            |  |  |        |        |        |  |
|  | Toray Arrows       | Toray Arrows       | 3                  |                    | Suntory Sunbirds   | Suntory Sunbirds   | 3          |            |  |  |        |        |        |  |
|  |                    |                    |                    |                    |                    |                    |            |            |  |  |        |        |        |  |
|  |                    |                    | Panasonic Panthers | Panasonic Panthers | 2                  |                    |            |            |  |  |        |        |        |  |
|  | Oita Weisse Adler  | Oita Weisse Adler  | Panasonic Panthers | Panasonic Panthers | 2                  | 0                  |            |            |  |  |        |        |        |  |
|  | Oita Weisse Adler  | Oita Weisse Adler  |                    |                    |                    |                    |            |            |  |  |        |        |        |  |
|  | Panasonic Panthers | Panasonic Panthers | 3                  |                    |                    |                    |            |            |  |  |        |        |        |  |
|  | Panasonic Panthers | Panasonic Panthers | 3                  |                    | Panasonic Panthers | Panasonic Panthers | 3          |            |  |  |        |        |        |  |
|  |                    |                    |                    |                    | Panasonic Panthers | Panasonic Panthers | 3          |            |  |  |        |        |        |  |
|  |                    |                    | Sakai Blazers      | Sakai Blazers      | 2                  |                    |            |            |  |  |        |        |        |  |
|  | Sakai Blazers      | Sakai Blazers      | Sakai Blazers      | Sakai Blazers      | 2                  | 3                  |            |            |  |  |        |        |        |  |
|  | Sakai Blazers      | Sakai Blazers      |                    |                    |                    |                    |            |            |  |  |        |        |        |  |
|  | Toyoda Trefuerza   | Toyoda Trefuerza   | 2                  |                    |                    |                    |            |            |  |  |        |        |        |  |

#### Quarti di finale
| 4 maggio 2013 Osaka Prefectural Gymnasium, Osaka | Suntory Sunbirds  | 3 - 0 | FC Tokyo           | 25-20, 25-20, 25-14              |
| 4 maggio 2013 Osaka Prefectural Gymnasium, Osaka | JT Thunders       | 0 - 3 | Toray Arrows       | 16-25, 21-25, 23-25              |
| 4 maggio 2013 Osaka Prefectural Gymnasium, Osaka | Oita Weisse Adler | 0 - 3 | Panasonic Panthers | 20-25, 17-25, 20-25              |
| 4 maggio 2013 Osaka Prefectural Gymnasium, Osaka | Sakai Blazers     | 3 - 2 | Toyoda Trefuerza   | 21-25, 23-25, 25-17, 25-21, 15-8 |

##### Semifinali
| 5 maggio 2013 - ore 15.10 Osaka Prefectural Gymnasium, Osaka | Suntory Sunbirds | 3 - 1 | Toray Arrows       | 19-25, 25-15, 25-13, 28-26        |
| 5 maggio 2013 - ore 17.30 Osaka Prefectural Gymnasium, Osaka | Sakai Blazers    | 2 - 3 | Panasonic Panthers | 25-22, 28-26, 19-25, 21-25, 19-21 |

##### Finale
| 6 maggio 2013 - ore 14.05 Osaka Prefectural Gymnasium, Osaka | Suntory Sunbirds | 3 - 2 | Panasonic Panthers | 23-25, 25-16, 20-25, 26-24, 15-13 |

## Premi individuali
| Premio                     | Giocatrice       | Squadra            |
| -------------------------- | ---------------- | ------------------ |
| MVP                        | Wallace Martins  | Suntory Sunbirds   |
| Miglior spirito combattivo | Shinji Kawamura  | Panasonic Panthers |
| Miglior esordiente         | Hideomi Fukatsui | Panasonic Panthers |
| Miglior libero             | Takeshi Nagano   | Panasonic Panthers |
| Sestetto ideale            | Wallace Martins  | Suntory Sunbirds   |
| Sestetto ideale            | Kota Yamamura    | Suntory Sunbirds   |
| Sestetto ideale            | Yūta Abe         | Suntory Sunbirds   |
| Sestetto ideale            | Shinji Kawamura  | Panasonic Panthers |
| Sestetto ideale            | Tatsuya Fukuzawa | Panasonic Panthers |
| Sestetto ideale            | Yūsuke Ishijima  | Sakai Blazers      |